# Haciendas de Jalisco y Aledaños (1506-1821)
Haciendas de Jalisco y Aledaños (1506-1821) es un ensayo redactado en español por el empresario azucarero, diplomático y escritor mexicano Ricardo Lancaster-Jones y Verea (1905-1983). Se trata de la historia rural de las haciendas en el estado de Jalisco, desde los orígenes del Reino de Nueva Galicia a principios del siglo XVI, hasta los primeros días de la Independencia de México en 1821. Es la primera publicación de este tipo en el Occidente de México y el libro más completo sobre las propiedades rurales del estado de Jalisco y su desarrollo a través del tiempo.
Un resumen de este libro se menciona en el "Boletín" de la Real Academia Española (1975). También aparece en la bibliografía de algunos autores contemporáneos como Rodolfo Fernández (2003), Jean Meyer (1990), Ramón María Serrera (1977), y Eric van Young (1983).

## Historia
La autoría del libro fue solicitada por Financiera Aceptaciones, S.A. (empresa financiera de Banca Serfin), a fin de publicar dicha obra para lectores mexicanos debido al interés del círculo académico mexicano. Para redactar el volumen, Lancaster-Jones y Verea se inspiró en su tesis propia Haciendas de Jalisco y aledaños: fincas rústicas de antaño, 1506-1821, un trabajo de 270 páginas que realizó para obtener el título de Maestría en Artes en Estudios Latinoamericanos en la Universidad de Nuevo México, en 1973.
El libro fue publicado en agosto de 1974 por Financiera Aceptaciones, S.A., impreso en la Imprenta Vera, en Guadalajara, con un tiraje de 2000 ejemplares.

## Índice
- Prefacio
- Capítulo I.	Cómo encontraron la tierra los Conquistadores.
- Capítulo II.	Algunas Mercedes del siglo XVI.
- Capítulo III.	Reestructuraciones del siglo XVII.
- Capítulo IV.	Más cambios en el siglo XVIII.
- Capítulo V.	Mayorazgos de Nueva Galicia y Provincia de Avalos.
- Capítulo VI.	Las Propiedades Rústicas de la Iglesia en Nueva Galicia y Provincia de Avalos, después Intendencia de Guadalajara.
- Conclusiones
- Bibliografía

- Lista de Ilustraciones

1 Arco Triunfal de la Venta del Astillero.
2 Merced a Pedro Plascencia, 1593.
3 Documento del Mayorazgo de Porres Baranda, S. XVII.
4 Ordenanzas Reales, Manuscrito, 1768, portada.
5 Continuación del anterior, página interior.
6 Licencia para marcar ganado, 1779, primera página.
7 Continuación del anterior, página interior.
8 Retrato de Don Pedro Sánchez de Tagle, dueño de Cuisillos y Santa Ana Apacueco.
9 Hacienda de Toluquilla, acueducto S. XVIII.
10 Parroquia de Ciénega de Mata, S. XVIII.
11 Portada de la Casa de Ciénega de Mata, S. XVIII.
12 Patio interior de la Casa de Ciénega de Mata, S. XVIII.
13 Ruinas de la Casa de la Hacienda del Cabezón.
14 Fuente de la Casa de la Hacienda del Cabezón, ya desaparecida.
15 Casa de la Hacienda de Portillo, frente al Río Santiago.
16 Mapa de Nueva España, 1579.
17 Plano de la Hacienda de Santa Ana Apacueco, 1756.
18 Plano de Tepic y sus alrededores, S. XVIII.
19 Croquis de la Hacienda de Toluquilla, S. XVI.
20 Plano de la Hacienda de Mazatepec, S. XIX.

## Datos de catalogación del libro
Este libro se encuentra catalogado en bibliotecas públicas de México y del extranjero, entre ellas:

### Biblioteca del Congreso de Estados Unidos
- Este libro se encuentra catalogado en la Biblioteca del Congreso de Estados Unidos[9] como sigue:

LC Control No.: 76469878
LCCN Permalink [Enlace permanente del Número de Control de la Biblioteca del Congreso]: Haciendas de Jalisco y Aledaños, 1506–1821
Type of Material [Tipo de material]: Libro impreso
Personal Name [Nombre del autor]: Lancaster-Jones, Ricardo
Main Title [Título principal]: Haciendas de Jalisco y Aledaños (1506-1821)
Published/Created [Publicado/Creado]: Guadalajara, México. : Financiera Aceptaciones, 1974
Description [Descripción]: 95 pp., [19] leaves of plates [hojas de láminas] : ill.; 24 cm
Notes [Notas]: Bibliografía: pp. 89-95
Subjects [Temas]: Haciendas - Mexico - History
LC Classification [Clasificación de la Biblioteca del Congreso de Estados Unidos]: HD1471.M6 L36

### Biblioteca Nacional de México
- Este libro se encuentra catalogado en la Biblioteca Nacional de México[10] como sigue:

No. sis.: 000161259
Colección: General (BN)
Clasificación: G 630.97232 LAN.h.
Autor principal: Lancaster-Jones, Ricardo
Título: Haciendas de Jalisco y Aledaños (1506-1821)
Lugar: Guadalajara, Jal., México
Editorial: Financiera Aceptaciones S.A. [Vera]
Año: 1974
Descripción: 95 p. : il. ; 24 cm
Bibliografía: Incluye bibliografías
Tema: Haciendas, México, Historia

### Biblioteca Nacional de España
- Este libro se encuentra catalogado en la Biblioteca Nacional de España[11] como sigue:

CDU: 333.5(72)"15/18"
CDU: 972"15/18"
Autor personal: Lancaster-Jones, Ricardo
Título: Haciendas de Jalisco y Aledaños (1506-1821) [Texto impreso]
Publicación: México : [Financiera Aceptaciones], 1974
Descripción física: 95 p., 2 h. : lám. y map. ; 24 cm
Encabez. materia:	Propiedad rústica - México - S.XVI-XVIII
Encabez. materia:	Propiedad rústica - México -- S.XIX
Encabez. materia:	Haciendas - México - Historia